# Errenteria
Errenteria is een gemeente in de Spaanse provincie Gipuzkoa in de regio Baskenland met een oppervlakte van 32 km². Errenteria telt 39.381 inwoners (1 januari 2016). In de gemeente bevindt zich het spoorwegstation Lezo-Errenteria. 

## Demografische ontwikkeling
Bron: INE; 1857-2011: volkstellingen

## Geboren in Errenteria
- Mikel Odriozola (1973), snelwandelaar
- Aritz Bagües (1989), wielrenner
- Ane Santesteban (1990), wielrenster
- Unai López (1995), voetballer